# Rose-Marie Nielsen
Norma Rose-Marie Nielsen, född 15 oktober 1940, är en svensk översättare från engelska.
Rose-Marie Nielsen har sedan 1981 översatt drygt hundra böcker, av bland andra V.S. Naipaul, John Irving, Amos Oz, Susan Sontag och Alice Munro. Hon är prisbelönad flera gånger bland annat med De nios översättarpris (2002) och Svenska Akademiens översättarpris (2002).
Nielsen är sonhustru till Yngvar Nielsen.

## Översättningar (urval)
- 1993 – Jane Austen: Northanger Abbey (Northanger Abbey) (Studentlitteratur)
- 1996 – Kazuo Ishiguro: Den otröstade (The Unconsoled) (Wahlström & Widstrand)
- 2001 – Susan Sontag: I Amerika [roman] (In America) (Natur & Kultur)
- 2003 – Alice Munro: Kärlek, vänskap, hat [noveller] (Hateship, Friendship, Courtship, Loveship, Marriage) (Wahlström & Widstrand)
- 2004 – Damon Galgut: Den gode doktorn (The Good Doctor)
- 2005 – Nadine Gordimer: Börja leva (Get a Life)
- 2009 – Siri Hustvedt: Sorgesån (The Sorrows of an American) (Norstedt)
- 2010 – Jane Austen: Emma (Emma)
- 2011 – Damon Galgut: Bedragaren (The Impostor)
- 2012 – Alan Hollinghurst: Främlingens barn (The Stranger's Child)
- 2013 – Khaled Hosseini: Och bergen svarade (And the Mountains Echoed) (Wahlström & Widstrand)
- 2014 – Alice Munro: På fri fot (Runaway) (Atlas)
- 2014 – John Williams: Stoner (Stoner) (Natur & Kultur)
- 2015 – Damon Galgut: Arktisk sommar (Arctic Summer)

## Priser och utmärkelser
- 1997 – Albert Bonniers 100-årsminne
- 2002 – De Nios översättarpris
- 2002 – Svenska Akademiens översättarpris
- 2019 – Elsa Thulins översättarpris